# Moulin à vent des Bleuces
Le moulin à vent des Bleuces est un moulin situé à Concourson-sur-Layon, en France.

## Localisation
Le moulin est situé dans le département français de Maine-et-Loire, sur la commune de Concourson-sur-Layon.

## Historique
L'édifice est inscrit au titre des monuments historiques en 1975.